# Шахре Сухте
Шахре Сухте (на персийски: شهرِ سوخته‎) е археологически обект от Брозновата епоха, свързан с културата на Джирофт.
Намира се в провинция Систан и Балучестан, в югоизточната част на Иран. През 2014 г. е включен в Списък на световното културно и природно наследство на ЮНЕСКО.
Шахре Сухте (букв. „Изгорелият град“) се намира на кръстопътя на търговските пътища от Бронзовата епоха, които пресичат Иранското плато. Основан е около 3200 г. пр. Хр. Структурата, гробниците и големият брой значими артефакти, открити там, правят този обект богат източник на информация за възникването на сложни общества и връзката между тях през третото хилядолетие пр. Хр.
Причините за неочакваното издигане и падане на Шахре Сухте, все още не са ясни.
Шахре Сухте е едно от чудесата на древния свят. Като цяло, заобикалящия го пустинен пейзаж и необичайно разпиленият археологически материал, който се намира на повърхността на ниския хълм на Шахре Сухте, дават силно усещане за автентичност. Лабиринтната последователност на стаите, коридорите и дворовете, също допринасят за автентичността на обекта.
Шахре Сухте се управлява от Организацията за културно наследство, занаяти и туризъм на Иран. Изкопаните останки се почистват редовно през годината, мазилките на обекта, също се поддържат.